# Lucas (Name)
Lucas ist ein männlicher Vorname und ein Familienname.

## Herkunft und Bedeutung
→ Hauptartikel: Lukas
Lucas ist die lateinische Schreibweise des Namens Λουκᾶς Lukâs, die heute in verschiedenen Sprachen verwendet wird.

## Verbreitung
Als Vorname wird Lucas vor allem in Portugal, Belgien, Frankreich, Spanien, den Niederlanden und den USA vergeben.
In Deutschland überwiegt mit knapp 80 % die Schreibweise Lukas.

## Namensträger

### Familienname

#### A
- Aaron Lucas (* 1979), US-amerikanischer Basketballspieler
- Adolf Lucas (1862–1945), deutscher Landrat
- Agustín Lucas (* 1985), uruguayischer Fußballspieler
- Al Lucas (1916–1983), kanadischer Jazzbassist
- Alexander Lucas (Politiker) (1857–1920), deutscher Jurist, Industrieller und Politiker
- Andreas Lucas (Schriftsteller) (1528–1590), deutscher Pfarrer und Schriftsteller
- Andreas Lucas (Musiker) (* 1963), deutscher Musiker, Komponist, Musikproduzent und Filmemacher
- Anthony Lucas (* 1965), australischer Regisseur, Animator und Filmproduzent
- Anthony Francis Lucas (1855–1921), kroatisch-US-amerikanischer Ölforscher
- Arthur Henry Lucas (1853–1936), britisch-australischer Naturforscher
- August Lucas (1803–1863), deutscher Grafiker und Maler

#### B
- Benjamin Lucas-Lundy (* 1990), französischer Politiker
- Billy Lucas (1918–1998), walisischer Fußballspieler
- Botho Lucas (1923–2012), deutscher Akkordeonist, Komponist und Chorleiter
- Bryan Lucas (* 1978), US-amerikanischer Basketballspieler
- Buddy Lucas (1914–1983), US-amerikanischer Musiker
- Bunny Lucas (Alfred Perry Lucas; 1857–1923), englischer Cricketspieler

#### C
- Caio Lucas Fernandes (* 1994), brasilianischer Fußballspieler
- Carlos Lucas (1930–2022), chilenischer Boxer
- Caro Lucas (1949–2010), iranischer Wissenschaftler
- Caroline Lucas (* 1960), britische Politikerin (Green Party)
- Ceil Lucas (* 1951), US-amerikanische Linguistin
- Clarence Lucas (1866–1947), kanadischer Komponist, Dirigent und Musikpädagoge
- Clyde Lucas, US-amerikanischer Musiker und Bandleader
- Cornel Lucas (1920–2012), britischer Fotograf
- Craig Lucas (* 1951), US-amerikanischer Dramaturg, Drehbuchautor und Filmregisseur
- Cristina Lucas (* 1973), spanische Künstlerin
- Curt Lucas (1888–1960), deutscher Schauspieler

#### D
- Dan Lucas (* 1954), deutscher Rocksänger und -gitarrist
- Daniel Lucas Segovia (* 1985), spanischer Fußballspieler, siehe Daniel Segovia
- Danny Lucas (Daniel Kenneth Lucas; * 1958), kanadischer Eishockeyspieler
- Denis Vrain-Lucas (1818–1881), französischer Fälscher
- Di Lucas (* 1950), neuseeländische Landschaftsarchitektin und Umweltplanerin
- Donald William Lucas (1905–1985), britischer Gräzist
- Luiyi de Lucas (* 1994), dominikanischer Fußballspieler

#### E
- Ed Lucas (* 1939), US-amerikanischer Sportreporter
- Eddie Lucas (* 1975), US-amerikanischer Basketballspieler
- Édouard Lucas (1842–1891), französischer Mathematiker
- Eduard Lucas (1816–1882), deutscher Obstbaukundler
- Edward Lucas (Politiker, 1780) (1780–1858), US-amerikanischer Politiker (Virginia)
- Edward Lucas (Politiker, 1787) (1787–1871), irischer Politiker
- Edward Lucas (Politiker, 1857) (1857–1950), australischer Politiker
- Edward Lucas (Journalist) (* 1962), britischer Journalist
- Edward V. Lucas (1868–1938), britischer Schriftsteller
- Engelbertus Lucas (1785–1870), niederländischer Politiker und Admiralleutnant
- Enrique de Lucas (* 1979), spanischer Fußballspieler
- Erhard Lucas (1937–1993), deutscher Historiker
- Éric Lucas (* 1971), kanadischer Boxer
- Ernst Lucas (1867–1961), deutscher Drucker und Verleger

#### F
- Fernando Romeo Lucas García (1924–2006), guatemaltekischer General und Politiker, Präsident 1978 bis 1982
- Fielding Lucas (1781–1854), US-amerikanischer Kartograf, Verleger und Künstler
- Françoise Lucas (* 1939), französische Eisschnellläuferin
- Frank Lucas (Gangster) (1930–2019), US-amerikanischer Gangster und Drogenhändler
- Frank Lucas (Politiker) (* 1960), US-amerikanischer Politiker
- Frank E. Lucas (1876–1948), US-amerikanischer Politiker
- Frank Laurence Lucas (1894–1967), üblich abgekürzt F. L. Lucas, englischer Literaturkritiker und Schriftsteller
- Franz Lucas (Mediziner) (1911–1994), deutscher Arzt und SS-Obersturmführer
- Franz D. Lucas (1921–1998), deutscher Historiker
- Frederic Lucas (1852–1929), US-amerikanischer Biologe und Museumsdirektor
- Friedrich J. Lucas (1927–1974), deutscher Historiker und Geschichtsdidaktiker

#### G
- Gary Lucas (* 1952), US-amerikanischer Musiker
- Georg Lucas (1865–1930), deutscher Jurist und Politiker, MdR
- Georg Edmund Lucas (1853–1931), deutscher Bauingenieur
- George Lucas (* 1944), US-amerikanischer Filmproduzent, Drehbuchautor und Regisseur
- George Lucas Coser (* 1984), brasilianischer Fußballspieler
- George Joseph Lucas (* 1949), US-amerikanischer Geistlicher, Erzbischof von Omaha
- Geralyn Lucas (* 1963), US-amerikanische Autorin
- Gernot Lucas (* 1938), deutscher Architekt
- Guido Lucas (1964–2017), deutscher Musikproduzent und Musiker

#### H
- Hans Lucas (1865–1939), deutscher Altphilologe und Gymnasiallehrer
- Hans-Dieter Lucas (* 1959), deutscher Diplomat
- Heinz Lucas (1920–2016), deutscher Fußballtrainer
- Henry Lucas (1610–1663), britischer Politiker und Lehrstuhlstifter
- Henry Lee Lucas (1936–2001), US-amerikanischer Serienmörder
- Hippolyte Lucas (Schriftsteller) (1807–1878), französischer Schriftsteller
- Hippolyte Lucas (Entomologe) (1814–1899), französischer Entomologe und Arachnologe
- Hippolyte Lucas (1854–1925), französischer Maler, siehe Marie-Félix Hippolyte Lucas
- Howard J. Lucas (1885–1963), US-amerikanischer Chemiker

#### I
- Inah Canabarro Lucas (1908–2025), brasilianische Supercentenarian
- Ingo Schmidt-Lucas (* 1972), deutscher Tonmeister
- Isabel Lucas (* 1985), australische Schauspielerin

#### J
- James Lucas (Polospieler) (* um 1958), englischer Polospieler und -trainer
- James Lucas (Filmproduzent), britischer Filmproduzent
- James Sidney Lucas (1923–2002), Militärhistoriker
- Jean Lucas (1917–2003), französischer Automobilrennfahrer
- Jeanne Hopkins Lucas (1935–2007), US-amerikanische Politikerin
- Jerry Lucas (* 1940), US-amerikanischer Basketballspieler
- Jessica Lucas (* 1985), kanadische Schauspielerin
- Johann Gottfried Lucas (1685–1748), deutscher Politiker, Bürgermeister von Elberfeld
- John Lucas, 1. Baron Lucas of Shenfield (1606–1671), englischer Adliger und Offizier
- John Lucas (Schriftsteller) (* 1937), britischer Schriftsteller
- John Lucas II (* 1953), US-amerikanischer Basketballspieler und -trainer
- John Lucas III (* 1982), US-amerikanischer Basketballspieler
- John Baptiste Charles Lucas (1758–1842), US-amerikanischer Politiker
- John Meredyth Lucas (1919–2002), US-amerikanischer Drehbuchautor, Filmregisseur und Filmproduzent
- John P. Lucas (1890–1949), US-amerikanischer Militär, Generalmajor der US Army
- John Randolph Lucas (1929–2020), britischer Philosoph
- John Seymour Lucas (1849–1923), britischer Maler
- Jon Lucas (Jonathan Lucas; * 1976), US-amerikanischer Drehbuchautor und Regisseur
- Jonathan Lucas (Filmeditor), britischer Filmeditor
- Josanne Lucas (* 1984), Leichtathletin aus Trinidad und Tobago
- José Gómez Lucas (1944–2014), spanischer Radrennfahrer, siehe José Gómez (Radsportler)
- Josef Lucas (1906–1973), deutscher Architekt
- Joseph Lucas (Unternehmer) (1834–1902), britischer Unternehmer
- Joseph Lucas (Geistlicher) (1875–1949), deutscher römisch-katholischer Geistlicher, Ordensmann und Autor
- Joseph Lucas (Dombaumeister) (1850–1894), Mainzer Dombaumeister
- Josh Lucas (* 1971), US-amerikanischer Schauspieler
- Joyner Lucas (* 1988), US-amerikanischer Rapper und Sänger

#### K
- Karl Lucas (* 1972), britischer Comedian, Schauspieler und Autor
- Kathy Lucas, US-amerikanische Szenenbildnerin
- Keith Lucas, US-amerikanischer Drehbuchautor, Schauspieler und Produzent, siehe Kenny und Keith Lucas
- Kellie Lucas (* 1978), australische Badmintonspielerin
- Ken Lucas (* 1933), US-amerikanischer Politiker
- Kenny Lucas, US-amerikanischer Drehbuchautor, Schauspieler und Produzent, siehe Kenny und Keith Lucas
- Klaus Lucas (* 1943), deutscher Maschinenbauer
- Kurt Lucas (1905–1986), deutscher Gewerkschafter (FDGB)
- Kyle Lucas (* 1986), US-amerikanischer Rapper

#### L
- Landen Lucas (* 1993), US-amerikanischer Basketballspieler und Pokerspieler
- Laurent Lucas (* 1965), französischer Schauspieler
- Lazy Bill Lucas (1918–1982), US-amerikanischer Bluesmusiker
- Leighton Lucas (1903–1982), englischer Komponist und Dirigent
- Leopold Lucas (1872–1943), deutscher Historiker und Rabbiner
- Lilly Lucas (* 1987), deutsche Romanautorin und Germanistin
- Lottie Lucas (* 1992), Triathletin aus den Vereinigten Arabischen Emiraten
- Lucie Lucas (* 1986), französische Schauspielerin
- Ludwig Lucas (1796–1854), deutscher Lehrer

#### M
- Maggie Lucas (* 1991), US-amerikanische Basketballspielerin
- Mal Lucas (* 1938), walisischer Fußballspieler
- Manfred Lucas (* 1943), deutscher Politiker (SPD)
- Marc Lucas (* 1967), deutscher Psychologe und Hochschullehrer
- Marcia Lucas (* 1945), US-amerikanische Filmeditorin
- Margaret Lucas, schottische Ingenieurin und Expertin für Ultraschallanwendungen
- Margaret Bright Lucas (1818–1890), englisch-britische Abstinenzlerin und Frauenwahlrechtsaktivistin
- Martin Lucas (1894–1969), niederländischer Geistlicher, Missionar und päpstlicher Diplomat
- Matt Lucas (* 1974), englischer Schauspieler
- Maurice Lucas (1952–2010), US-amerikanischer Basketballspieler
- Maxwell Lucas (1910–2010), US-amerikanischer Musiker
- Meriel Lucas (1877–1962), englische Badmintonspielerin
- Michael Lucas (Pornodarsteller) (* 1972), US-amerikanischer Pornodarsteller und -regisseur
- Michael Lucas (Drehbuchautor), australischer Drehbuchautor und Fernsehproduzent

#### N
- Nelson Lucas (* 1979), Sprinter der Seychellen
- Nick Lucas (1897–1982), US-amerikanischer Jazz- und Unterhaltungsmusiker

#### O
- Otto Lucas (Mediziner) (1893–1976), deutsch-australischer Mediziner
- Otto Lucas (Geograph) (1914–2005), deutscher Beamter, Geograph und Historiker

#### P
- Pablo de Lucas (* 1986), spanischer Fußballspieler
- Paul Lucas (1664–1737), französischer Kaufmann, Forschungsreisender und Altertumskundler
- Peter Lucas, eigentlicher Name von Lucas-Pitter (1797–1886), deutsches Stadtoriginal
- Peter Lucas (Ruderer) (1933–2001), neuseeländischer Ruderer
- Peter Lucas (Informatiker) (1935–2015), österreichischer Informatiker und Hochschullehrer
- Peter J. Lucas (eigentlich Piotr Józef Andrzejewski; * 1962), polnischer Schauspieler
- Philippe Lucas (* 1963), französischer Fußballspieler
- Prosper Lucas (1805–1885), französischer Mediziner

#### R
- Rafael de Balbín Lucas (1910–1978), spanischer Romanist und Hispanist
- Reggie Lucas (1953–2018), US-amerikanischer Gitarrist, Komponist und Produzent
- Renata Lucas (* 1971), brasilianische Künstlerin
- Ricardo Lucas Figueredo Monte Raso  (* 1974), brasilianischer Fußballspieler, siehe Dodô (Fußballspieler, 1974)
- Richard Lucas (Ruderer) (1896–1968), britischer Ruderer
- Richard Lucas (Freestyle-Skier) (* 2001), Schweizer Freestyle-Skier
- Rino Lucas (* 1980), uruguayischer Fußballspieler
- Robert Lucas (Gouverneur) (1781–1853), US-amerikanischer Politiker
- Robert Lucas (Schriftsteller) (eigentlich Robert Ehrenzweig; 1904–1984), österreichischer Journalist und Schriftsteller
- Robert Lucas (Musiker) (1962–2008), US-amerikanischer Sänger und Gitarrist
- Robert Lucas (Filmproduzent), US-amerikanischer Filmschaffender
- Robert E. Lucas (1937–2023), US-amerikanischer Ökonom
- Robert James Lucas, Neurowissenschaftler
- Rudolf Lucas (1916–1980), deutscher Jurist und Politiker
- Ryan Lucas (* 1977), barbadischer Fußballspieler

#### S
- Sarah Lucas (* 1962), britische Künstlerin
- Scott W. Lucas (1892–1968), US-amerikanischer Politiker
- Sharlotte Lucas (* 1991), neuseeländische Radrennfahrerin
- Simon Lucas, Afrikareisender
- Simone Lucas (* 1973), deutsche Künstlerin
- Spencer G. Lucas, US-amerikanischer Paläontologe
- Stephan Lucas (* 1972), deutscher Rechtsanwalt und Schauspieler
- Sylvia Lucas (* 1964), südafrikanische Politikerin
- Sylvia Marlene Lucas, brasilianische Zoologin
- Sylvie Lucas (* 1965), luxemburgische Diplomatin

#### T
- Tauatua Lucas (* 1994), tahitischer Fußballspieler
- Theo Lucas, Schlagersänger
- Thomas Pennington Lucas (1843–1917), britischer Insektenkundler
- Tina Lucas (1914–2008), belgische Widerstandskämpferin
- Tommy Lucas (1895–1953), englischer Fußballspieler
- Trevor Lucas (1943–1989), australischer Sänger und Gitarrist

#### V
- Vicente Lucas (* 1939), portugiesischer Fußballspieler

#### W
- Walter Lucas (1902–1968), deutscher Architekt
- Wilby Lucas (* 1956), seychellischer Politiker
- Wilfred Lucas (1871–1940), US-amerikanischer Schauspieler, Regisseur und Autor
- William Lucas (Politiker) (1800–1877), US-amerikanischer Politiker
- William Lucas (Schauspieler) (1925–2016), britischer Schauspieler
- William R. Lucas (1922–2025), US-amerikanischer Raumfahrtfunktionär
- William Thomas Lucas (1875–1973), kanadischer Politiker
- William V. Lucas (1835–1921), US-amerikanischer Politiker
- Willy Lucas (1884–1918), deutscher Maler
- Wingate H. Lucas (1908–1989), US-amerikanischer Politiker

### Künstlername
- Lucas (Fußballspieler, Juli 1992) (* 1992), brasilianischer Fußballspieler
- Lucas Gafarot (* 1994), argentinischer Fußballspieler
- Lucas Leiva (* 1987), brasilianischer Fußballspieler
- Lucas Moura (* 1992), brasilianischer Fußballspieler
- Lucas Severino (* 1979), brasilianischer Fußballspieler
- Lucas Silva (* 1993), brasilianischer Fußballspieler